# Muzeul de Istorie „Teodor Cincu” din Tecuci
Muzeul de Istorie „Teodor Cincu" este un muzeu de arheologie, artă plastică, numismatică, istorie modernă și contemporană din Tecuci. Muzeul deține cea mai însemnată parte a patrimoniului arheologic descoperit la Poiana, cetatea antică Piroboridava. 

## Istoric
Clădirea actuală este monument de arhitectură (cod LMI GL-II-m-A-03092) și a fost construită în a doua jumătate a secolului al XIX-lea de către 
arhitectul italian Pierpaolo Culluri. Inițial, a avut ca destinație un imobil de locuit al boierului Anton Cincu, tatăl fostului primar tecucean Teodor Cincu. 
Muzeul a fost înființat pe baza colecțiilor particulare ale lui Mihai Dimitriu și Constantin Solomon. Ideea creării unui muzeu în municipiul Tecuci s-a născut mai ales prin descoperirea în acest ținut a multor vestigii antice, precum și a altor rămășițe cu mult mai vechi, datând de la sfârșitul epocii de piatră.  A funcționat până în 1934 în cadrul Liceului comercial din Tecuci.
Pentru că spațiul Școlii Comerciale de Băieți devenise insuficient pentru depozitarea și expunerea materialului arheologic descoperit (constând din „resturi paleontologice”, ceramică, monede, vârfuri de săgeată etc), C. Solomon și M. Dimitriu l-au contactat pe Teodor Cincu, fost primar al orașului Tecuci, care în acea perioadă trăia la București, și l-au rugat să doneze Primăriei Tecuci imobilul său, situat pe strada Carol la nr. 12, cu scopul înființării, sub auspiciile Fundației Teodor și Maria Cincu, spre a servi ca sediu unui Muzeu și unei Biblioteci. Muzeul, cunoscut sub titulatura „Fundația culturală Teodor și Maria Cincu. Muzeul comunal Mihail Dimitriu-Arheologie și Științe Naturale Tecuci”, a fost înființat prin „deciziunea Consiliului Comunal no. 3”, în ședința din 4 august 1934 și a fost inaugurat în mod oficial pe data de 21 noiembrie a anului 1935.
Din 1934, muzeul s-a îmbogățit cu colecția de arheologie achiziționată de la Mihai Dimitriu, primul custode al unității, și cu o colecție de coleoptere aparținând prof. Alecu Alesînschi, colecție dispărută odată cu reorganizarea muzeului în 1965.
În timpul celui de al doilea război mondial, în focul marelui bombardament de la 4 aprilie 1944, au dispărut o serie de obiecte (monede antice, podoabe de proveniență arheologică, mărgele, fibule, vase geto-dacice). După cel de-Al Doilea Război Mondial, muzeul are un profil mixt având colecții de arheologie, numismatică, artă, istorie, memoriale. 
A fost restaurat în 1965. 
În 1974, patrimoniul muzeului a fost îmbogățit cu materialul arheologic provenit din campaniile 1926 - 1951 efectuate de profesorii Radu și Ecaterina Vulpe în stațiunea de la Poiana-Nicorești (Piroboridava), și aflate până atunci în depozitele Institutului de Arheologie București.
Începând cu data de 10 august 2014, prin Proiectul de hotărâre al Consiliului Local al municipiului Tecuci, muzeul și-a schimbat numele în Muzeul de Istorie „Teodor Cincu" Tecuci. 
Dintre exponate menționăm: piese din neolitic (topoare, cuțite, râșnițe, ceramică din culturile Cucuteni și Criș), epoca bronzului (ceramică de Monteoru), epoca fierului (vase de provizii), urcior cu masca zeului Dyonisos, depozite de podoabe și arme dacice (secolele IV - III a.Ch.), tezaurul de monede emise de cetatea Callatis, din bronz aurit (secolul al III-lea a.Ch.), pahar de sticlă cu inscripție grecească (secolul al IV-lea p. Ch.); maxilar fosil de rinocer lânos etc.
În colecția muzeului se află și un autoturism marca EGO, produs în 1924 la Berlin. Autovehiculul, care a fost donat muzeului tecucean de colonelul Gheorghe Petrașcu, poartă denumirea EGO 4/14, are 14 cai-putere, 4 locuri, e decapotabil și are motorul de 4 cilindri în linie. Este un automobil extrem de rar, pentru că în 1924 au fost fabricate doar 7 autovehicule din acest model, iar astăzi mai există în lume numai două, una aparținând Muzeului Tehnic din Berlin, iar cea de-a doua se află la Tecuci.